# If She Would Have Been Faithful...
If She Would Have Been Faithfull... is een nummer van de Amerikaanse band Chicago uit 1987. Het is de derde single van hun 15e studioalbum Chicago 18.
"If She Would Have Been Faithful...", gezongen door Jason Scheff, is een ironisch liefdesliedje: de liedverteller heeft de liefde van zijn leven ontmoet doordat zijn vorige vrouw hem heeft bedrogen. Als zijn ex hem wél trouw was geweest, zou hij nu niet bij de geweldige vrouw zijn waarmee hij nu een relatie heeft. Het nummer werd een hit in Amerika en bereikte daar de 17e positie in de Billboard Hot 100. In Nederland deed de plaat niets in de hitlijsten.

## Tracklijst
- 7"

1. "If She Would Have Been Faithful..." - 3:53
2. "Forever" - 5:15